# Riu Nueces
El riu Nueces (Nueces River) és un riu del sud-oest dels Estats Units que desguassa en el golf de Mèxic. Té una longitud de 501 km i drena una conca de 41.439 km² (similar a Suïssa o els Països Baixos).
És, després del riu Grande, el major riu del sud-oest i el 10è riu més llarg de Texas. El riu Nueces duu el nom per les nombroses nogueres que els espanyols van trobar al llarg de les seues riberes.